# سامبسون ويليس هاريس
سامبسون ويليس هاريس (بالإنجليزية: Sampson Willis Harris)‏ هو محامي وسياسي أمريكي، ولد في 23 فبراير 1809 في الولايات المتحدة، وتوفي في 1 أبريل 1857 في نفس البلد. حزبياً، نشط في الحزب الديمقراطي. وقد انتخب عضو مجلس نواب جورجيا وانتخب عضو مجلس النواب الأمريكي.